# Zagadnienia Rodzajów Literackich
Zagadnienia Rodzajów Literackich (ang. The Problems of Literary Genres) – czasopismo naukowe (kwartalnik) wydawany od 1958 roku przy Katedrze Teorii Literatury Uniwersytetu Łódzkiego. Powołany przez Łódzkie Towarzystwo Naukowe oraz profesorów i wykładowców Uniwersytetu Łódzkiego: Stefanię Skwarczyńską, Jana Trzynadlowskiego, Witolda Ostrowskiego. Funkcję redaktora naczelnego pełnili: Stefania Skwarczyńska (1958–1988), Jan Trzynadlowski (1989–1995), Grzegorz Gazda (1996–2010) i Jarosław Płuciennik (od 2011).
Zagadnienia Rodzajów Literackich są czasopismem wielojęzycznym – publikacje ukazują się w języku polskim oraz w językach kongresowych. Początkowo publikowane w nim artykuły podejmowały głównie tematykę genologiczną, rzadziej z zakresu komparatystyki i teorii literatury; aktualnie profil czasopisma rozszerzono na tematykę literaturoznawczą i kulturoznawczą (w kontekście literatury i gatunków literackich). Na łamach periodyku publikowane są także hasła słownikowe – materiały do słownika rodzajów literackich.
Czasopismo znajduje się na liście ministerialnej czasopism punktowanych.